# Mérida (država u Venezueli)
Mérida (španjolski. Estado Mérida) je jedna od 23 savezne države Venezuele, koja se nalazi na zapadu zemlje.

## Karakteristike
U Méridi živi 828,592 stanovnika na površini od 11,300 km²-
Mérida graniči sa sljedećim saveznim državama; Zuliom i Trujillom sa sjevera, Táchirom sa zapada i Barinasom s juga i istoka.
Osim uskog jezička koji se proteže prema sjeverozapadu do obala Jezero Maracaibo, većina teritorija leži potpuno unutar onog dijela Anda poznatog kao Cordillera de Mérida. Taj planinski masiv koji se uzdiže do 5.007 metara nadmorske visine kod vrha Pico Bolívar (najviša točka u Venezueli), proteže se od sjeveroistoka do jugozapada i rijeke Chama.
U plodnoj dolini Chame leži većina naselja te države, uključujući i glavni grad Méridu.
Iako je prvenstveno poznata po poljoprivrednim proizvodima, jer je prvi venezuelski proizvođač salate, celera, krumpira, cvjetače, mrkve, češnjaka, repe, kupusa, graška i banana. I stočarstvo (goveda i koze) je dobro razvijeno, država također ima i ruda. Nafta je otkrivena u i oko Jezera Maracaibo, a iskapaju se i tinjci, zlato i smaragd. Mliječna industrija je dobro razvijena, tako da je Mérida treća među proizvođačima mlijeka u zemlji.
Za ekonomiju Méride važni su i turizam i ribogojstvo (uzgoj pastrva). Ova država je mjesto najveće i najduže žičare na svijetu, koja je duga 12,5 km i penje se do visine od 4,765 metara n/m.
Panamerička autocesta prolazi državom od sjeveroistoka prema jugozapadu, dok jedna druga autocesta prolazi dolinom Chame, za razliku od tog istok i zapad države su loše povezani.

## Vanjske poveznice
- Estado Mérida na portalu Venezuelatuya (šp.)
- Mérida na portalu Encyclopedia Britannica (engl.)